# Ciro Álvarez Brücher
Ciro Álvarez Brücher (La Serena, 24 de marzo de 1903-¿?) fue un abogado y político chileno. Se desempeñó como ministro de Tierras y Colonización de su país, durante el gobierno del presidente radical Gabriel González Videla.

## Familia y estudios
Nació en la comuna chilena de La Serena el 24 de marzo de 1903, hijo de Luis Guillermo Brücher y Agustina Álvarez. Realizó su estudios primarios y secundarios en el Liceo de La Serena, y los superiores en la carrera de derecho en la Universidad de Chile, egresando como abogado en 1932.
Se casó con María Eugenia Eyzaguirre, con quien tuvo un hijo, Fernando.

## Actividad política
En el ámbito profesional, actuó como secretario de la Escuela de Medicina de la Universidad de Chile. En 1933 ingresó al Ministerio de Hacienda, repartición gubernamental en la que fue ascendiendo hasta alcanzar al puesto de jefe de Sección de Aduana en 1942. Más adelante, se desempeñó como contralor de la Corporación de Fomento de la Producción (Corfo) durante tres años y pasando a ser su gerente administrativo.
El 7 de febrero de 1950, fue nombrado por el presidente Gabriel González Videla como ministro de Tierras y Colonización, cargo que ocupó hasta el 27 de febrero de ese año. Luego, asumió la gerencia de la Sociedad Anónima de Cemento "Juan Soldado", de la que se retiró para seguir actividades privadas.